# Abbeville

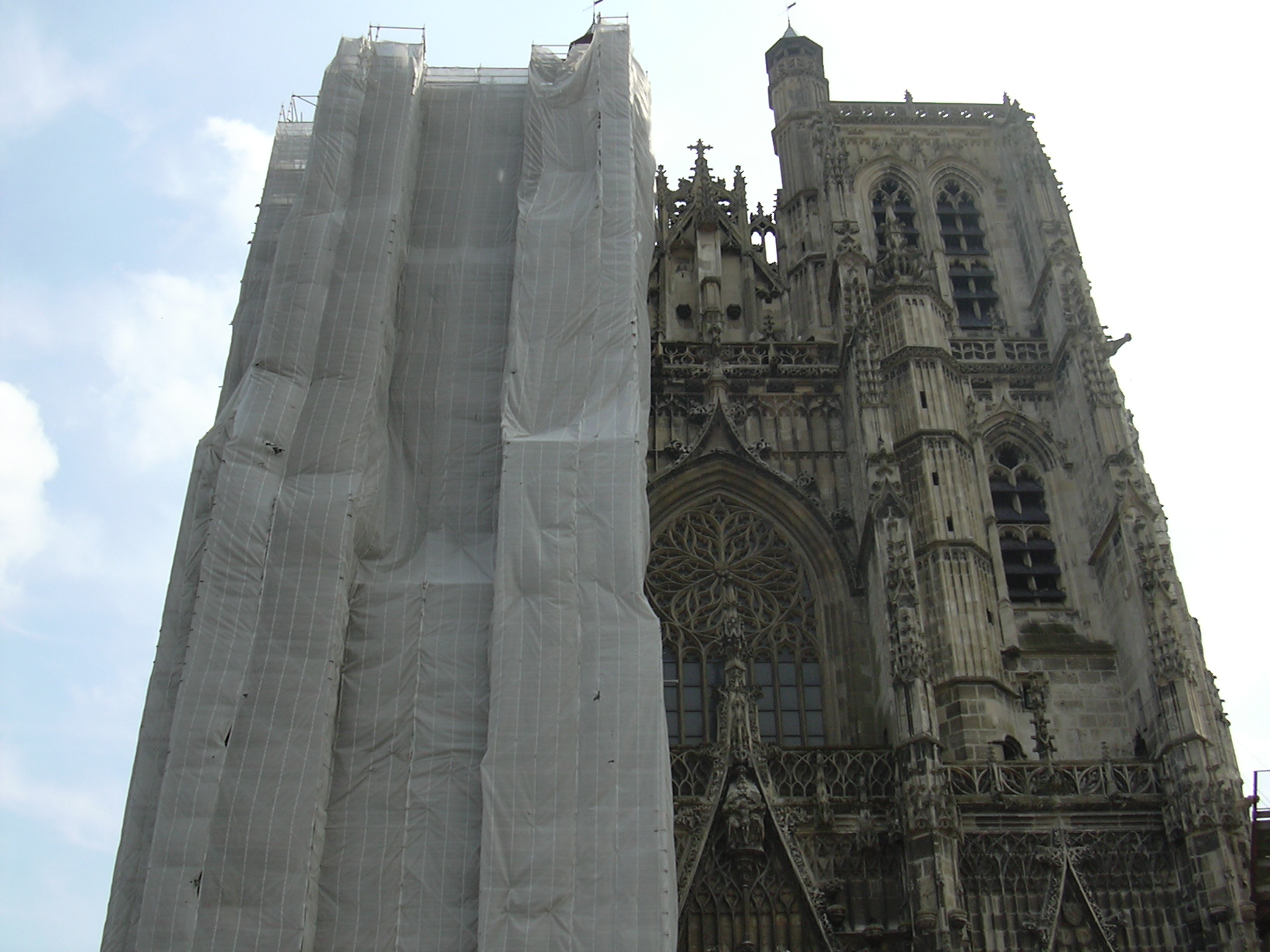
St Vulfran Collegiate Church

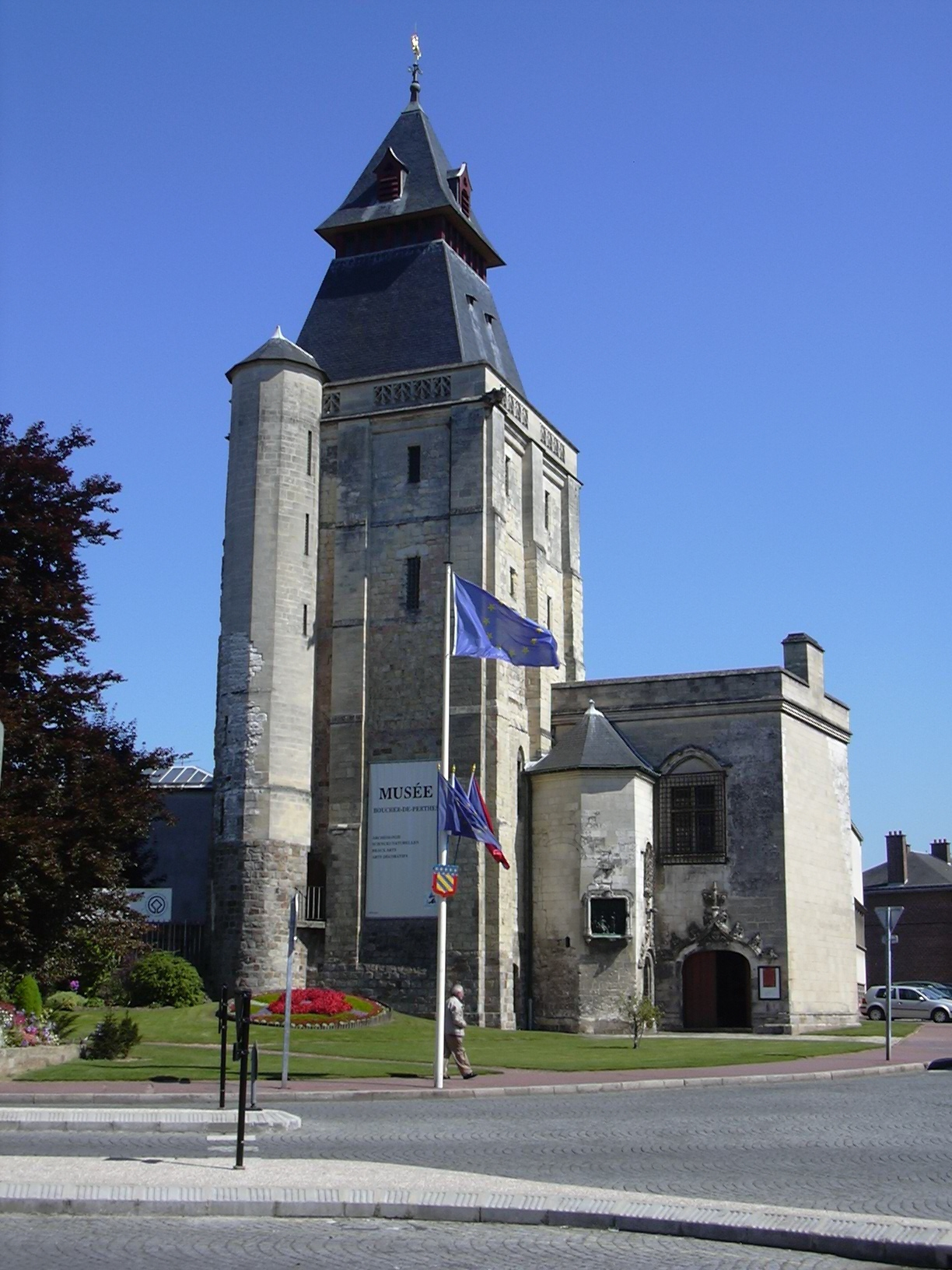
Beffroi

Abbeville (Abbegem in Flemish) là một thị trấn của tỉnh Somme, thuộc vùng Hauts-de-France, miền bắc nước Pháp.